# Orthosia gothica
Espèce
Orthosia gothica, la Gothique, est une espèce de lépidoptères, un papillon nocturne de la famille des Noctuidae et de la sous-famille des Noctuinae ou des Hadeninae selon les classifications.

## Description

### Larve
La chenille atteint 40 mm de long, plutôt adipeuse. Le corps est vert-jaunâtre avec une ligne blanche très marquée sur le flanc.

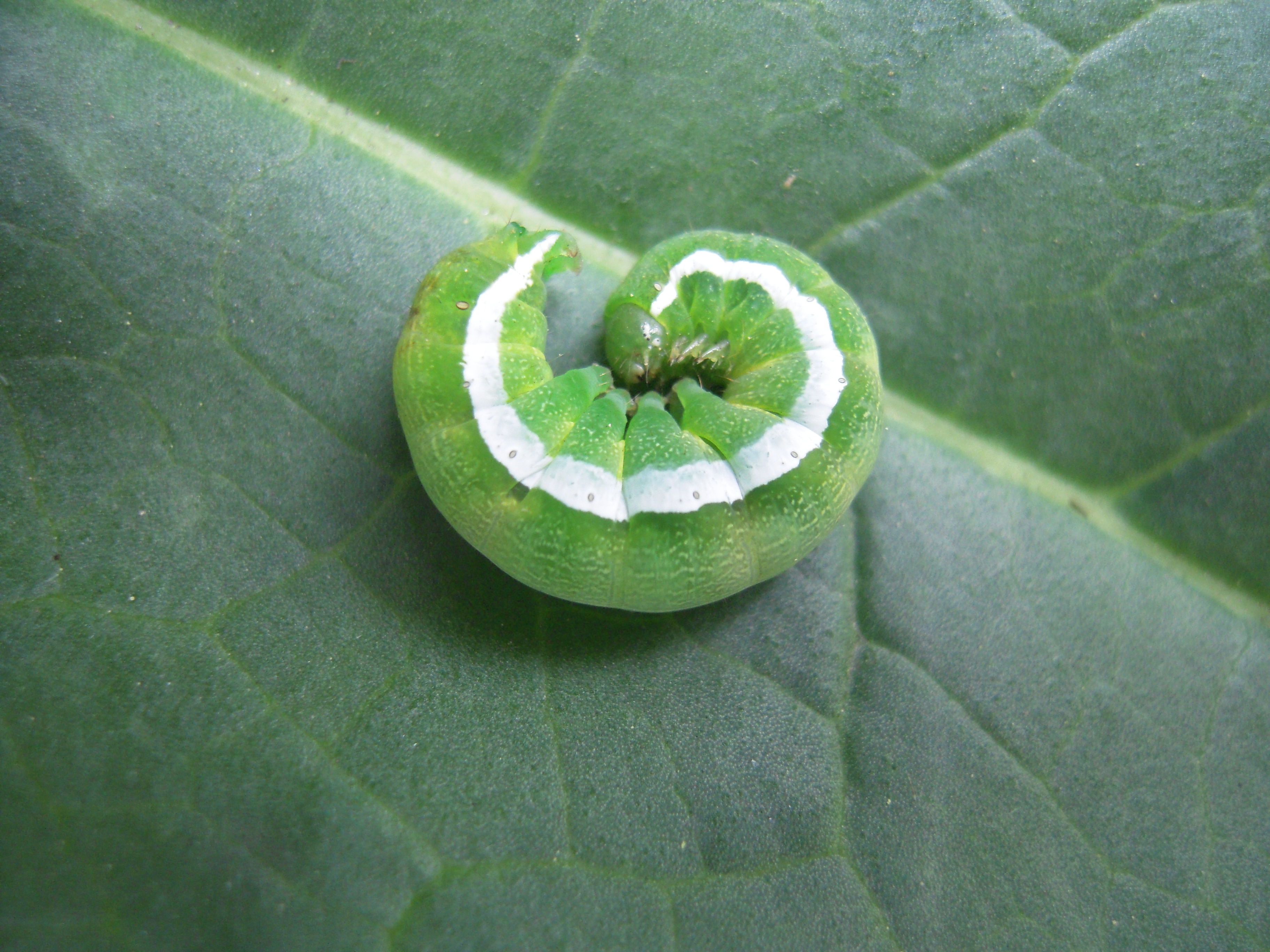
Chenille

### Imago
L'imago se caractérise par :
- ailes antérieures sombres ;
- dimorphisme sexuel insignifiant ;
- tache noire intense caractéristique encerclant la tache orbiculaire grise.

Il présente un certain polymorphisme.

## Éthologie
Une seule génération par an avec une émergence maximale vers mars début avril.
La ponte a lieu vers avril-mai sur des feuilles, l'éclosion dix jours après. Nocturnes, les chenilles restent dissimulées sur la plante hôte la journée. Fin du développement larvaire vers juin-juillet. Les cocons sont dans la terre.

## Habitat
Forêts, lisières, haies, prairies sylvatiques, parcs et jardins.
La chenille est polyphage, les principales plantes nourricières sont les chênes, tilleuls, peupliers, ormes, charme, saules, prunelier, aubépine monogyne, oseilles, pissenlits, reine-des-prés, trèfles, rosiers.

## Répartition
Toute la France, presque toute l'Europe.